# Youyi (socken i Kina, Zhejiang)
Youyi (kinesiska: 友谊, 友谊乡) är en socken i Kina. Den ligger i provinsen Zhejiang, i den östra delen av landet, omkring 81 kilometer sydost om provinshuvudstaden Hangzhou. Youyi ligger vid sjön Qianyan Shuiku.
Genomsnittlig årsnederbörd är 2 022 millimeter. Den regnigaste månaden är juni, med i genomsnitt 356 mm nederbörd, och den torraste är januari, med 72 mm nederbörd.